# Федерация Родезии и Ньясаленда
Федера́ция Роде́зии и Нья́саленда (англ. Federation of Rhodesia and Nyasaland), также известная как Центрально-Африканская Федерация, сокр. ЦАФ (англ. Central African Federation, сокр. CAF) — полунезависимое государство (британский протекторат) на юге Африки, существовавшее в период с 1 августа 1953 года по 31 декабря 1963 года. Федерация была образована из самоуправляющейся (с 1923 года) колонии Южной Родезии (совр. Зимбабве) и протекторатов Северной Родезии (совр. Замбия) и Ньясаленда (совр. Малави). Являлась владением британской короны, не будучи ни колонией, ни доминионом, хотя как и в доминионах, власть британской короны была представлена генерал-губернатором.

## История государства
Федерация была создана 1 августа 1953 года как средний путь между новыми независимыми социалистическими африканскими государствами и странами, где вся власть принадлежала белым поселенцам (ЮАР, Анголой, Мозамбиком). Она была задумана как постоянное образование, но распалась из-за неразрешимых конфликтов между африканскими националистами и белым меньшинством.

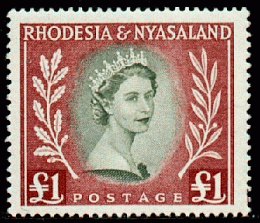
Марка, выпущенная ЦАФ

В конце 1950-х — начале 1960-х годов большинство стран мира рассматривала отход от колониализма как одну из форм модернизации. Соединенное Королевство подвергалось давлению как со стороны ООН, так и со стороны Организации африканского единства.
Федерация официально прекратила своё существование 31 декабря 1963 года, когда Северная Родезия получила независимость от Великобритании в качестве нового государства Замбии, а Ньясаленд получил независимость как новое государство Малави. Южная Родезия стала независимым государством Родезия, в настоящее время — Зимбабве.
| Год  | Южная Родезия   | Южная Родезия      | Северная Родезия | Северная Родезия   | Ньясаленд     | Ньясаленд          | Всего           | Всего              |
| ---- | --------------- | ------------------ | ---------------- | ------------------ | ------------- | ------------------ | --------------- | ------------------ |
| Год  | Белые           | Черные             | Белые            | Черные             | Белые         | Черные             | Белые           | Черные             |
| 1927 | 38 200 (3,98%)  | 922 000 (96,02%)   | 4 000 (0,4%)     | 1 000 000 (99,6%)  | 1 700 (0,13%) | 1 350 000 (99,87%) | 43 900 (1,32%)  | 3 272 000 (98,68%) |
| 1946 | 80 500 (4,79%)  | 1 600 000 (95,21%) | 21 919 (1,32%)   | 1 634 980 (97,68%) | 2 300 (0,10%) | 2 340 000 (99,90%) | 104 719 (1,84%) | 5 574 980 (98,16%) |
| 1955 | 125 000 (4,95%) | 2 400 000 (95,05%) | 65 000 (3,02%)   | 2 085 000 (96,98%) | 6 300 (0,25%) | 2 550 000 (99,75%) | 196 300 (2,71%) | 7 035 000 (97,28%) |
| 1960 | 223 000 (7,30%) | 2 830 000 (92,70%) | 76 000 (3,14%)   | 2 340 000 (96,85%) | 9 300 (0,33%) | 2 810 000 (99,66%) | 308 300 (3,72%) | 7 980 000 (96,28%) |

Было проведено три выборов : 1953, 1958, и 1962. Во всех выборах победила Объединенная федеральная партия.

## Внутренние противоречия

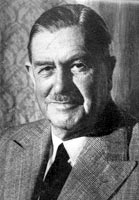
Сэр Годфри Мартин Хаггинс

Ещё до создания Федерации было ясно, что Южная Родезия будет доминирующей территорией в экономическом, избирательном, и военном отношении.
Решающими факторами как в создании, так и роспуске Федерации была значительная разница между числом африканского и европейского населения, и значительное число европейцев в Южной Родезии, по сравнению с Северными протекторатами. Это усугублялось продолжающимся ростом количества европейских поселенцев в Южной Родезии (в подавляющем большинстве — британских мигрантов), в отличие от Северного протектората. От этого в значительной степени зависели будущие события в Федерации.
В 1939 году в Южной Родезии проживало около 60 000 европейцев; незадолго до создания Федерации их насчитывалось примерно 135 000; к тому времени, когда Федерация была распущена их число достигало 223 000. Ньясаленд показал наименьший прирост европейского и наибольший прирост африканского населения.
Политическим лидером европейского населения в Федерации был Годфри Мартин Хаггинс, 1-й виконт Малверн, премьер-министр ЦАФ первые три года её существования, до этого бывший на протяжении 23 лет премьер-министром Южной Родезии.

## Правители

### Генерал-губернаторы
| Срок полномочий                  | Генерал-губернатор               |
| -------------------------------- | -------------------------------- |
| 4 сентября 1953 — 24 января 1957 | Джон Ллевеллин                   |
| 24 января 1957 — февраль 1957    | Роберт Кларксон Тредголд (и. о.) |
| февраль 1957 — 8 октября 1957    | Уильям Мёрфи (и. о.)             |
| 8 октября 1957 — май 1963        | Саймон Рамсей                    |
| май 1963 — 31 декабря 1963       | Хамфри Гиббс                     |

### Премьер-министры
| Срок полномочий                 | Премьер-министр |
| ------------------------------- | --------------- |
| 7 сентября 1953 — 2 ноября 1956 | Годфри Хаггинс  |
| 2 ноября 1956 — 31 декабря 1963 | Рой Веленски    |